# Provinz Rizal
Koordinaten: 14° 40′ N, 121° 15′ O
Rizal ist eine Provinz der Philippinen auf der Insel Luzon in der Region CALABARZON (Region IV-A). Der Sitz der Provinzregierung befindet sich in der Stadt Antipolo City. In der Provinz leben 2.884.227 (Zensus 1. August 2015) Menschen.

## Geographie
Im Westen grenzt die Provinz Rizal an das Gebiet der Metro Manila, im Norden an die Provinz Bulacan, an Quezon im Osten und an die Provinz Laguna im Süden. Rizal nimmt dabei das nördliche Ufer des Laguna de Bay ein, dem größten See des Landes.
Die Topographie ist eine Kombination aus Bergen und Tälern, einigen flachen und niedrig gelegenen Gebieten im westlichen Teil, der weitgehend urbanisierten und bevölkert ist, und schroffen Bergrücken, die in sanfte Hügel übergehen, je mehr man nach Osten vordringt und den Rand des Sierra-Madre-Gebirges erreicht. Der Süden der Provinz Rizal wird von den Ufern des Laguna de Bay eingenommen. Zu ihr gehört die Insel Talim, die größte Insel innerhalb des Sees, mit einer Ausdehnung von 21 km. Von dem höher gelegenen Stadtgebiet von Antipolo City aus bietet sich wiederum eine Aussicht auf den Großraum der Metro Manila. Der Hinulugang Taktak, ein Wasserfall, ist eine der beliebtesten touristischen Attraktionen der Provinz.
Die Provinz hat eine Gesamtfläche von 1175,8 km².

## Verwaltungsgliederung
Die Provinz Rizal ist politisch in 13 eigenständig verwaltete Gemeinden und eine Stadt untergliedert. Die Gemeinden und die Stadt setzen sich aus insgesamt 188 Barangays (Ortsteilen) zusammen. Die Provinz ist weiterhin in zwei Kongress Distrikte aufgeteilt.

### Städte
- Antipolo City

### Gemeinden
| - Angono - Baras - Binangonan - Cainta - Cardona - Jalajala - Morong | - Pililla - Rodriguez - San Mateo - Tanay - Taytay - Teresa |

## Wirtschaft
Nach einer Studie des National Statistics Coordination Board (NSCB) ist Rizal die Provinz mit der niedrigsten Armutsquote auf den Philippinen. Ihr folgen Metro Manila und die Hauptstadtregion.

## Kultur
Die frühesten künstlerischen Darstellungen auf den Philippinen befinden sich auf dem Gebiet der Provinz. Sie sind als Petroglyphen von Angono bekannt.

## Nationalparks und Naturschutzgebiete
- Hinulugang-Taktak-Nationalpark
- Marikina Watershed Forest Reserve
- Pamitinan Protected Landscape